# Bishop Briggs
Сара Грейс Маклафлин (родилась 18 июля 1992), известная под сценическим именем Bishop Briggs — британская певица и композитор из Лос-Анджелеса, штат Калифорния. Получила широкую известность за свой сингл «River» Дебютный альбом Church of Scars вышел 20 апреля 2018 года

## Ранняя жизнь
Бриггс родилась в Лондоне у родителей-шотландцев из города Бишопбриггс, Шотландия, что вдохновил ее на создание своего сценического имени. В возрасте четырех лет она переехала в Токио со своей семьей. В Токио в караоке-баре она впервые пела на публике, и тогда поняла, что хочет заниматься этим всю жизнь. Сара росла под влиянием местных традиций караоке и слышала разную музыку, начиная от «Motown» и заканчивая «The Beatles», что не могло не повлиять на формирование музыкальных вкусов. Она начала писать свои собственные песни в возрасте семи лет и исполняла их для своей семьи. Сара переехала в Гонконг в возрасте десяти лет, где она росла и обучалась, пока ей не исполнилось 18. После окончания Гонконгской Международной школы она переехала в Лос-Анджелес, штат Калифорния и училась в колледже на музыкальном факультете.

## Карьера

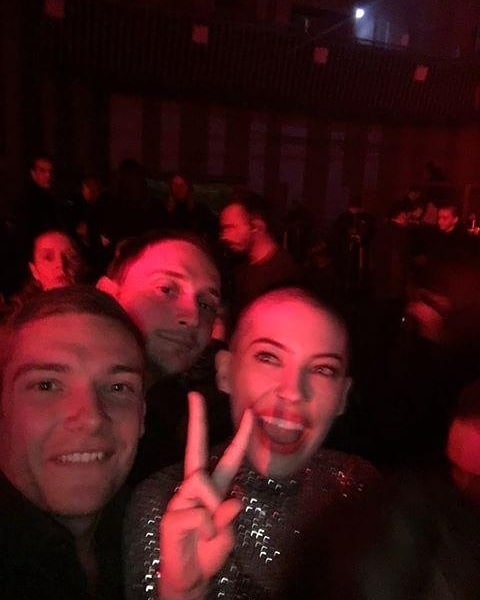

### 2015-настоящее время: дебютные синглы и дебютный альбом
После переезда в Лос-Анджелес, Бриггс начала свою карьеру, играя везде, куда ее приглашали. Иногда она выступала для толпы, а иногда и для трёх человек. Вскоре, в 2015 году, после выступления в баре, она привлекла внимание A&R. С представителем Джорджем Робертсоном, Бриггс записала свой первый сингл «Wild Horses», используя имя Bishop. Песню продюcсировали Марк Джексон и Йен Скотт. Многие пользователи узнали Бриггс благодаря Shazam, когда видели рекламу марки Acura с ее песней. В конце 2016 года «Wild Horses» снова поднялась в чартах, войдя в топ-30 в чарте Billboard Alternative Songs, и в топ-13 в чарте Billboard Twitter Emerging Artist .
В январе 2016 года, Бриггс выпустила сингл «River» и изменила свое сценическое имя на Bishop Briggs, чтобы избежать путаницы с хэви-метал группой с таким же названием. Песня стала коммерческим успехом. Вскоре после ее выпуска, песня быстро добралась до первой строчки в Hype Machine’s Popular chart, первой строчки на Spotify’s US Viral 50 и Global Viral 50. Песня также получила поощрительную премию на Shazam. В мае 2016 года, «River» неуклонно взбиралась вверх в Shazam Future Hit charts. «River» поднялась в топ 3 в Billboard Alternative Songs, и топ-10 в таких чартах как Billboard Alternative Songs, Rock Airplay и Twitter Emerging Artist.
В мае 2016 года она выпустила свой третий сингл «The Way I Do». Было также объявлено, что она сотрудничает с Coldplay, и осенью 2016 года выступила на девяти совместных концертах, , а также сотрудничала с Kaleo на протяжении своего осеннего турне. Бриггс сделала свой телевизионный дебют 1 августа 2016 с песней «River» на вечернем шоу с Джимми Фэллоном. Она выпустила свой четвертый сингл, «Pray (Empty Gun)» 12 августа 2016 года. Песня была представлена в финале 2 сезона сериала MTV Scream. 23 сентября 2016, Бриггс выпустила сингл «Be Your Love». Первым релизом был одноименный виниловый EP в ограниченном-издании, тиражом в 1200 экземпляров, выпущенный в день музыкального магазина в 2016 году.
В декабре 2016 года, Бриггс выпустила официальный клип для «Wild Horses» через W Magazine.
Бриггс выступила на главной сцене в 2017 в Нью-Йорке и играла на рок-фестивале в 2017. Ее песня «Mercy» стала саундтреком фильма Три икса: Мировое господство.
Второй одноименный альбом был выпущен 14 апреля 2017, содержащий в себе четыре песни, выпущенные на виниле EP и две ранее не издававшиеся песни: «Dark Side» и «The Fire».
В феврале 2018 года лейбл Republic Records выпустил кавер Бриггс на песню Never Tear Us Apart 1988 года, что стал одним из саундтреков к фильму Пятьдесят оттенков свободы.
Дебютный альбом Бриггс, Church of Scars, вышел 20 апреля 2018.
В начале 2023 года Бишоп приняла участие в 9 сезоне телепроекта "Певец в Маске" под маской Медузы Горгоны и одержала победу.

## Навыки
Бриггс заявила, что она часто использует навыки игры на фортепиано при написании песен.

## Дискография

### Студийные альбомы
| Название                   | Детали |
| -------------------------- | --- |
| Church of Scars            | - Выпущен: 20 апреля 2018 - Лейбл: Island - Формат: Цифровая загрузка, CD-диск                                    |
| Champion                   | - Дата выхода: 8 ноября 2019 - Лейбл: Island - Формат: CD-диск, кассета, цифровая загрузка, винил                 |
| Tell My Therapist I’m Fine | - Дата выхода: 18 октября 2024 - Лейбл: Terry Eighteen, Inc. - Формат: CD-диск, кассета, цифровая загрузка, винил |

### Мини-альбомы
| Название                  | Детали                                                                                  |
| ------------------------- | --------------------------------------------------------------------------------------- |
| Bishop Briggs             | - Дата выхода: 25 ноября 2016 - Лейбл: Island - Формат: Винил                           |
| Bishop Briggs — ЕР        | - Дата выхода: 14 апреля 2017 - Лейбл: Island - Формат: цифровой, компакт-диск, кассета |
| When Everything Went Dark | - Дата выхода: 23 июня 2023 - Лейбл: Artista - Формат: цифровой, компакт-диск, кассета  |

### Синглы
| Год                                                                   | Название                                 | Позиции в чартах | Позиции в чартах | Позиции в чартах | Альбом                     | Сертификация     |  |
| Год                                                                   | Название                                 | US Rock          | US Alt           | Us Rock Airplay  | Альбом                     | Сертификация     |  |
| --------------------------------------------------------------------- | ---------------------------------------- | ---------------- | ---------------- | ---------------- | -------------------------- | ---------------- |  |
| 2015                                                                  | «Wild Horses»                            | —                | —                | —                | Bishop Briggs              |                  |  |
| 2016                                                                  | «River»                                  | 10               | 3                | 5                | Bishop Briggs              | - Статус: золото |  |
| 2016                                                                  | «The Way I Do»                           | —                | —                | —                | Bishop Briggs              |                  |  |
| 2016                                                                  | «Pray (Empty Gun)»                       | —                | —                | —                | Bishop Briggs              |                  |  |
| 2016                                                                  | «Be Your Love»                           | 39               | —                | —                | Bishop Briggs              |                  |  |
| 2016                                                                  | «Wild Horses» (re-release)               | 21               | 17               | 30               | Bishop Briggs              |                  |  |
| 2017                                                                  | «The Way I Do» (re-release)              | —                | —                | —                | Bishop Briggs              |                  |  |
| 2017                                                                  | «Hi-Lo (Hollow)»                         | —                | —                | —                | Church of Scars            |                  |  |
| 2017                                                                  | «Dream»                                  | 30               | 25               | 41               | Church of Scars            |                  |  |
| 2018                                                                  | «Never Tear Us Apart»                    | 18               | —                | —                | Пятьдесят оттенков свободы |                  |  |
| 2018                                                                  | «White Flag»                             | —                | 16               | —                | Church of Scars            |                  |  |
| 2018                                                                  | «Baby»                                   | —                | 29               | —                |                            |                  |  |
| 2019                                                                  | «Champion»                               | 20               | 22               | —                | Champion                   |                  |  |
| 2019                                                                  | «Tattoed on My Hear»                     | —                | —                | —                | Champion                   |                  |  |
| 2019                                                                  | «Jekyll & Hide»                          | 47               | —                | —                | Champion                   |                  |  |
| 2020                                                                  | «We Will Rock You»                       | —                | —                | —                | внеальбомный сингл         |                  |  |
| 2020                                                                  | «Higher»                                 | —                | —                | —                | внеальбомный сингл         |                  |  |
| 2020                                                                  | «Walk You Home»                          | —                | —                | —                | внеальбомный сингл         |                  |  |
| 2021                                                                  | «Someone Else» (совместно с Jacob Banks) | —                | —                | —                | внеальбомный сингл         |                  |  |
| 2022                                                                  | «High Water»                             | —                | —                | —                | When Everything Went Dark  |                  |  |
| 2022                                                                  | «Art of Survival»                        | —                | —                | —                | внеальбомный сингл         |                  |  |
| 2022                                                                  | «Revolution»                             | —                | —                | —                | внеальбомный сингл         |                  |  |
| 2022                                                                  | «Superhuman»                             | —                | —                | —                | When Everything Went Dark  |                  |  |
| 2022                                                                  | «Cheer»                                  | —                | —                | —                | внеальбомный сингл         |                  |  |
| 2023                                                                  | «Baggage»                                | —                | —                | —                | When Everything Went Dark  |                  |  |
| 2024                                                                  | «Mona Lisa On A Mattress»                | —                | —                | —                | Tell My Therapist I'm Fine |                  |  |
| 2024                                                                  | «Good For Me»                            | —                | —                | —                | Tell My Therapist I'm Fine |                  |  |
| 2024                                                                  | «My Serotonin»                           | —                | —                | —                | Tell My Therapist I'm Fine |                  |  |
| «—» обозначает синглы, которые не попали в чарты или не были выпущены |                                          |                  |                  |                  |                            |                  |  |

## Список литературы
1. ↑  River (King Kavalier Remix) – Single by Bishop Briggs on Apple Music. United States: Apple Music (27 февраля 2021). Дата обращения: 26 января 2024. Архивировано 7 июля 2023 года.
2. ↑  Horowitz, Steven J. Bishop Briggs Reaches For You On "The Way I Do". The FADER. Дата обращения: 22 июня 2016. Архивировано 14 сентября 2018 года.
3. ↑  ASCAP Ace Search - Sarah Grace McLaughlin. American Society of Composers, Authors and Publishers (ASCAP). Дата обращения: 18 июня 2016. Архивировано из оригинала 6 января 2017 года.
4. ↑  Rutherford, Kevin. Bishop Briggs' 'River' Rises on the Rock Charts. Billboard (10 июня 2016). Дата обращения: 18 июня 2016. Архивировано 18 июня 2018 года.
5. ↑  sterlin, scott. Bishop Briggs Details Debut Album 'Church Of Scars,' Shares Tour Dates. Дата обращения: 13 апреля 2018. Архивировано из оригинала 19 марта 2018 года.
6. ↑  Bishop Briggs: iHeartRadio On The Verge Artist | iHeartRadio On The Verge | iHeartRadio. iHeartRadio. Дата обращения: 22 июня 2016. Архивировано из оригинала 8 октября 2016 года.
7. ↑  Donelson, Marcy. Bishop Briggs | Biography & History | AllMusic. AllMusic. Дата обращения: 22 июня 2016. Архивировано 1 декабря 2017 года.
8. ↑  Budd, Chris. VIDEO: "River" by Bishop Briggs - Indie Music Filter. Indie Music Filter (11 мая 2016). Дата обращения: 21 июня 2016. Архивировано 27 июля 2018 года.
9. ↑  Melendez, Monique. Shazam Predicts the Songs of the Summer: Exclusive. Billboard. Дата обращения: 21 июня 2016. Архивировано 30 апреля 2018 года.
10. ↑  King, Patrick. Bishop Briggs – The Way I Do  |  All Things Go. www.allthingsgomusic.com. Дата обращения: 22 июня 2016. Архивировано из оригинала 22 июня 2019 года.
11. ↑  Shetler, Scott. Emerging artist: Bishop Briggs scores first rock radio hit, opens for Coldplay. AXS (29 июля 2016). Дата обращения: 12 декабря 2017. Архивировано 13 декабря 2017 года.
12. ↑  Craddock, Lauren. Bishop Briggs Brings Breakthrough Song 'River' to 'The Tonight Show': Watch. Billboard. Дата обращения: 3 августа 2016. Архивировано 23 апреля 2018 года.
13. ↑  Sonis, Rachel. Bishop Briggs Releases Raw New Single "Pray (Empty Gun)": Listen | Idolator (недоступная ссылка — история). Idolator (12 августа 2016). Дата обращения: 16 августа 2016.
14. ↑  Music from Scream: Season 2 FINALE. MTV.com. Дата обращения: 8 декабря 2016. Архивировано 15 апреля 2018 года.
15. ↑  Be Your Love - Single by Bishop Briggs on Apple Music. iTunes. Дата обращения: 23 сентября 2016. Архивировано 13 декабря 2017 года.
16. ↑  Record Store Day announces list of 2016 Black Friday exclusive releases Архивная копия от 21 февраля 2018 на Wayback Machine. Brooklyn Vegan, October 25, 2016
17. ↑  Cusumano, Katherine. Music Video Premiere: Bishop Briggs Enters a Lynchian Fever Dream With "Wild Horses". W Magazine. Дата обращения: 4 января 2017. Архивировано 13 декабря 2017 года.
18. ↑  'Home | Coachella 2017'. Coachella. Дата обращения: 10 января 2017. Архивировано 26 мая 2019 года.
19. ↑  Cold War Kids recruit Bishop Briggs for new track, "So Tied Up" - Music News - ABC News Radio. ABC News Radio. Дата обращения: 31 марта 2017. Архивировано 21 августа 2018 года.
20. ↑  Bishop Briggs Releases "Never Tear Us Apart" From Fifty Shades Freed Official Soundtrack. ventsmagazine.com (2 февраля 2018). Дата обращения: 12 февраля 2018. Архивировано 10 февраля 2018 года.
21. ↑  Bishop Briggs releases new single, "Dream"; debut album due in spring 2018. ABC News Radio Online. Дата обращения: 7 февраля 2018. Архивировано 7 февраля 2018 года.
22. ↑  Bishop Briggs — Bishop Briggs Архивная копия от 16 октября 2017 на Wayback Machine. Recordstoreday.com. Accessed April 2, 2017.
23. ↑  Bishop Briggs - EP by Bishop Briggs on Apple Music. iTunes. Дата обращения: 17 апреля 2017. Архивировано 3 сентября 2017 года.
24. ↑  When Everything Went Dark - EP by Bishop Briggs on Apple Music (амер. англ.) (23 июня 2023). Дата обращения: 26 января 2024. Архивировано 26 января 2024 года.
25. ↑  Bishop Briggs Album & Song Chart History – Hot Rock Songs. Billboard. Дата обращения: 24 января 2018. Архивировано 10 мая 2018 года.
26. ↑  Bishop Briggs Album & Song Chart History – Alternative Songs. Billboard. Дата обращения: 24 января 2018. Архивировано 10 мая 2018 года.
27. ↑  Bishop Briggs Album & Song Chart History – Rock Airplay. Billboard. Дата обращения: 24 января 2018. Архивировано 15 мая 2018 года.
28. ↑  American    certifications – Bishop Briggs – River (англ.). Recording Industry Association of America. Дата обращения: 2 августа 2017.